# 유의 (조절후)
유의(劉義, ? ~ 기원전 114년)는 전한 중기의 제후로, 조경숙왕의 아들이다.

## 행적
원삭 2년(기원전 127년), 조후(朝侯)에 봉해졌다.
원정 3년(기원전 114년)에 죽으니 시호를 절(節)이라 하였고, 작위는 아들 유록이 이었다.

## 출전
- 사마천, 《사기》 권21 건원이래왕자후자연표
- 반고, 《한서》 권15상 왕자후표 上

| 선대 (첫 봉건) | 전한의 조후 기원전 127년 ~ 기원전 114년 | 후대 아들 조대후 유록 |